# Istočni Trojvrh
Istočni Trojvrh je malá vesnice v Chorvatsku v Karlovacké župě, spadající pod opčinu Josipdol. Nachází se asi 9 km jihovýchodně od Josipdolu. V roce 2011 zde žilo 22 obyvatel, což činí Istočni Trojvrh nejmenší vesnicí opčiny Josipdol. Název znamená "východní Trojvrh".
Sousedními vesnicemi jsou Pothum Plaščanski, Trojvrh a Vojnovac.